# Günter Siebert (Regisseur)

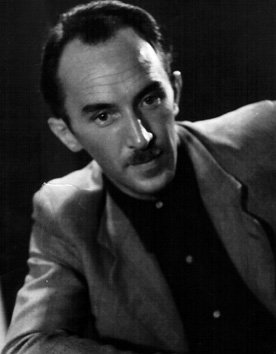
Günter Siebert (1955)

Günter Siebert (* 21. April 1915 in Elberfeld; † 27. November 1980) war ein deutscher Regisseur und Schauspieler bei Radio Bremen.

## Leben und Werk
Aus seiner Ehe mit Heide, geb. Böhlhoff († 1993) gingen die Kinder Mathias Stefan (* 1954) und Oliver Patrick (* 1963) hervor.
Günter Siebert war besonders bekannt durch die Hörspiele Krimi am Donnerstag und die Gutenachtgeschichten für Kinder im Vorabendprogramm im Radio und Fernsehen als Onkel Günter. Aus der eigenen Feder entstanden: Jan und Kuddel. Auch inszenierte er Weihnachtsmärchen an Bremens Bühnen.

## Filmografie

### Als Regisseur
- 1960: Empfohlenes Haus – Autor: Dieter Rohkohl (Fernsehfilm)
- 1961: Anruf am Abend – Autor: Gyles Adams (Fernsehfilm)
- 1961: Der neue Talar – Autor: Hjalmar Bergman (Fernsehfilm)

### Als Darsteller
- 1965: John Klings Abenteuer, Folge: Nachtexpress – Regie: Hans-Georg Thiemt
- 1973: Tatort: Ein ganz gewöhnlicher Mord – Regie: Dieter Wedel
- 1974: Eiger – Regie: Dieter Wedel (Fernsehfilm)

## Hörspiele (Auswahl)
- 1946: Anton Tschechow: Der Bär
- 1946: Max Frisch: Nun singen sie wieder
- 1947: Prosper Mérimée: Die Venus von Ille (Alphonse) – Regie: Inge Möller (RB)
- 1947: Mein Herz ist im Hochland (auch Sprecher)
- 1947: Heinrich von Kleist: Der zerbrochene Krug
- 1948: Der neue Mantel
- 1948: Die lässliche Sünde (auch Sprecher)
- 1948: Gang durch die Nacht (auch Sprecher)
- 1949: Der Fall Axel Petersen
- 1950: Sonnenfinsternis
- 1950: Arthur Schnitzler: Der blinde Geronimo und sein Bruder
- 1950: Felix Timmermans: St. Nikolaus in Not
- 1951: Ich komme wieder
- 1953: Ich und mein Chef
- 1953: Unternehmen Katharina
- 1953: Das Buch mit den drei goldenen Schlössern
- 1953: Der Tag der Schätzung
- 1954: Judas Ischariot
- 1954: Ich suche meinen Namen
- 1954: Papier bleibt doch Papier
- 1954: Das ungeschriebene Gesetz
- 1954: Tiger-Tiger
- 1955: Hans Daiber: Herr Müller lebt gefährlich. Eine Groteske von heute
- 1955: Ein hoffnungsloser Fall
- 1956: Die Nacht mit John Ignatius
- 1956: Der kleine Krieg
- 1956: Der glühende Robert
- 1957: Streik der Gangster
- 1957: William Saroyan: Zwei oder drei Ehen (Rolle: Saroyan) – Regie (Kriminalhörspiel – RB)
- 1958: Soll Persepolis vernichtet werden?
- 1958: Shakespeares letztes Werk
- 1958: August Hinrichs: Swienskummedi
- 1958: Pinch und Patchwork
- 1958: Gyles Adams: Später Anruf
- 1959: Wer ist Simon Ode?
- 1960: De Pastorenwahl
- 1960–1961: Rolf und Alexandra Becker: Dickie Dick Dickens (Hörspielserie)
- 1961: Die große Nummer
- 1961: Bis es Tag wird
- 1961: Flavio
- 1962: Das abenteuerliche Leben des Yankees Jim Fisk
- 1962: Wie gut, daß Du ein Mordskerl bist
- 1963: Der fidele Gottesacker (auch Sprecher)
- 1963: Edna Sherry: In zweiter Instanz (vierteiliges Kriminalhörspiel – RB)
- 1963: Poker
- 1963: Der Erzfeind des Jahrhunderts
- 1963: Der Colocolo
- 1963: Der Fall Hofrichter
- 1963: Akte M Strich 1
- 1963: Who is who
- 1963: Fünfzig Pfund für einen falschen Armenier (auch Sprecher)
- 1964: Nachricht aus Caracas
- 1964: Selbst ist der Mann
- 1964: Der Verkehrsunfall
- 1964: Treffpunkt Rosenstraße 9
- 1964: Tapezieren für Anfänger
- 1965: Was ist besser als Geld
- 1966: Giftmord in Paris
- 1966: Fensterplatz
- 1966: Flucht nach vorn (auch Sprecher)
- 1967: Adamows Tod
- 1967: Abteil 7
- 1967: Der leere Raum
- 1968: Der Mörder von Griquatown
- 1971: Horst M.: Lebenslänglich
- 1971: Manhattan Zentralbahnhof
- 1973: Reine Luft
- 1975: Der Rollmeyer-Effekt
- 1976: Der leere Raum
- 1977: Fossilien
- 1977: Zahl oder Adler
- 1978: Mittwochs keine Sprechstunde
- 1979: Rolf Bohn: Wie das blühende Leben